# 瓦武環礁
瓦武環礁（以第九个它拿字母命名）是馬爾代夫的行政環礁，由19個島嶼（其中5座有人居住）組成。在2014年，該環礁的人口約有2,042人。其主环礁为费利杜环礁（羅馬化：Felidhe Atholhu）。
瓦武環礁是行政環礁，僅為行政區劃，並不是自然環礁。一如其他行政環礁，這些名稱並不能精確地從地理或文化上劃分馬爾代夫。

## 外部鏈結
武瓦環礁官方介紹（英語）